# 兵庫県道413号護持下伊勢線
兵庫県道413号護持下伊勢線（ひょうごけんどう413ごう ごじしもいせせん）は、兵庫県姫路市を通る一般県道である。

## 概要
姫路市夢前町護持から姫路市林田町下伊勢に至る。

### 路線データ
- 起点：姫路市夢前町護持（兵庫県道80号宍粟香寺線交点）
- 終点：姫路市林田町下伊勢（下伊勢交差点、国道29号交点）
- 総延長：6.926 km

## 路線状況
大津茂川上流域の静かな谷間を走る。

### 重複区間
- 兵庫県道519号菅生澗林田線（姫路市林田町大堤 - 姫路市林田町上伊勢）

## 地理

### 通過する自治体
- 姫路市

### 交差する道路
| 交差する道路                           | 交差する場所 | 交差する場所        |
| -------------------------------------- | ------------ | ------------------- |
| 兵庫県道80号宍粟香寺線                 | 夢前町護持   | 起点                |
| 兵庫県道519号菅生澗林田線 重複区間起点 | 林田町大堤   |                     |
| 兵庫県道519号菅生澗林田線 重複区間終点 | 林田町上伊勢 |                     |
| 兵庫県道435号上伊勢誉田線              | 林田町上伊勢 |                     |
| 国道29号 兵庫県道724号姫路新宮線 重複  | 林田町下伊勢 | 下伊勢交差点 / 終点 |

### 沿線
- 姫路市立伊勢小学校